# José María Paolantonio
José María Paolantonio (San Cristóbal, Santa Fe; 30 de gener de 1932- Buenos Aires, 1 de setembre de 2021) va ser un advocat, dramaturg, guionista i director de cinema, de teatre i de televisió argentí. Va desenvolupar una extensa carrera artística.

## Primers anys
Als sis anys, la seva família es va traslladar a la ciutat de Santa Fe. La seva mare era mestra i allí vivia una germana seva que estava casada amb Rolando Hereñú, que per aquella època era rector del Col·legi Nacional i ells van començar a portar-lo als museus, als concerts, al teatre, al cinema, començant així la seva vinculació amb l'art.
En 1945, arran d'una vaga de distribuïdors de revistes, no podia llegir com habitualment ho feia la revista Rico Tipo, i va ser així que es va posar a escriure i a dibuixar fins a tenir una revista sencera, amb tots els dibuixos, amb tots els textos, que després va circular per tot el barri.

## Activitat professional
Li encantava escoltar la gent i era amic dels més desposseïts. Ja començava a ser capaç escriure i posar aquests textos escoltats en boca d'un personatge. En 1954 es va rebre d'advocat en la Universitat Nacional del Litoral i posteriorment va obtenir el diploma de Doctor en Ciències Jurídiques i Socials. Als 24 anys va tenir el seu primer càrrec en la funció pública. En recordar en una entrevista realitzada anys després la seva recordada gestió al capdavant de la Secretaria de Cultura de la Municipalitat de Santa Fe, va assenyalar la importància que va tenir en la seva gestió el negociar i acordar: «Per això avui sempre va aconsellar als joves que més que confrontar, cal acordar i fer. Hi ha gent que un considera enemic per prejudici i si un sap explicar el que vol és el teu amic, o almenys el teu col·laborador. Cal liquidar la confrontació i plantejar sempre la negociació. Aquesta manera de conduir permet sempre tenir gent predisposada a treballar seriosament en un projecte».
Paolantonio, que va tenir especialització en Animació de Grups Culturals obtinguda en 1975 en la Universitat Loyola dels Estats Units, ha dirigit obres en els principals teatres oficials del país: Teatro Colón, Teatro Nacional Cervantes, Teatro General San Martín, Teatro Presidente Alvear; i a Xile, Uruguai, Brasil, Veneçuela i Espanya. Per la seva activitat cultural realitzada a la província de Santa Fe, va ser declarat Ciutadà Il·lustre per la Universitat Nacional del Litoral.
Íntimament lligat a la gestió de drets d'autor, va presidir el Consell Professional de Teatre de la Argentores, i en els seus últims anys, de la seva Junta Fiscalitzadora.

## Obre teatrals
- Mantones y Cuplés
- El Mundo Mágico de María Elena Walsh
- La Canción de los Poetas Jóvenes
- Declaración primera
- Dos gemelos en apuros
- La movilización general
- Los gemelos libertinos
- Paraíso (Ana y Mercedes)
- Doña Flor y sus dos maridos (versió per teatre),
- Entre hombres solos
- La Revolución de los Siete Jefes
- La ciudad
- Caso concluido
- Cuarto de estudio
- Alto y verde matrimonio
- Fuego asoma a l'Instituto Di Tella
- Back round
- ¿Dónde queda? ¿Qué puedo tomar?  (en col·laboració amb Osvaldo Maggi)
- El jardín de los Frenchi Berutti

## Filmografia
Va participar en els següents films:
Director
- El juguete rabioso (1984)
- La película (1975)

 Guionista 
- Bahía mágica (2002)
- El juguete rabioso (1984)
- La película (1975)
- La Raulito (1975)
- Quebracho (1974)

 Actuació 
- Un tal Ragone: Deconstruyendo a Pa (meigmetratge) (2002) .... Com ell mateix.

## Televisió
- Una Semana con Mónica
- El atajo (1981)
- Giácomo (1981)
- Gunte, de Barracas (1981)
- He visto a Dios (1981)
- Los chicos crecen (1981)
- El viejo Hucha (1980)
- Jettatore (1980)
- Mateo (1980)

## Premis
- Premi Konex 1981: Director de televisió.[1]
- Premi Konex 1991: Director de televisió.
- Primer Premi Editorial Lorange per Siete Jefes, 1957
- Premi Argentores pel llibre Quebracho, 1974;
- Festival Internacional de Cinema de Karlovy Vary (Txecoslovàquia, 1974): Premi Especial del Jurat a Quebracho;
- Premi Opera Prima per La película al Festival Internacional de Cinema de Sant Sebastià en 1976;
- Premi millor guió per La Raulito en el Festival Internacional de Cinema de Panamà en 1976.